# 8871 Svanberg
8871 Svanberg eller 1992 EA22 är en asteroid i huvudbältet som upptäcktes den 1 mars 1992 av UESAC vid La Silla-observatoriet. Den är uppkallad efter den svenske astronomen Gustaf Svanberg.
Asteroiden har en diameter på ungefär 9 kilometer.